# MAN TGX V8
MAN TGX V8 (w wersji dwuosiowej TGX 18.680 V8 lub w wersji czteroosiowej TGX 41.680 V8) – dalekobieżny ciągnik siodłowy niemieckiej firmy MAN AG (MAN Nutzfahrzeuge AG), wprowadzony na rynek jesienią roku 2007, rozwinięcie poprzedniego ciągnika – MAN TGA.

## Historia modelu

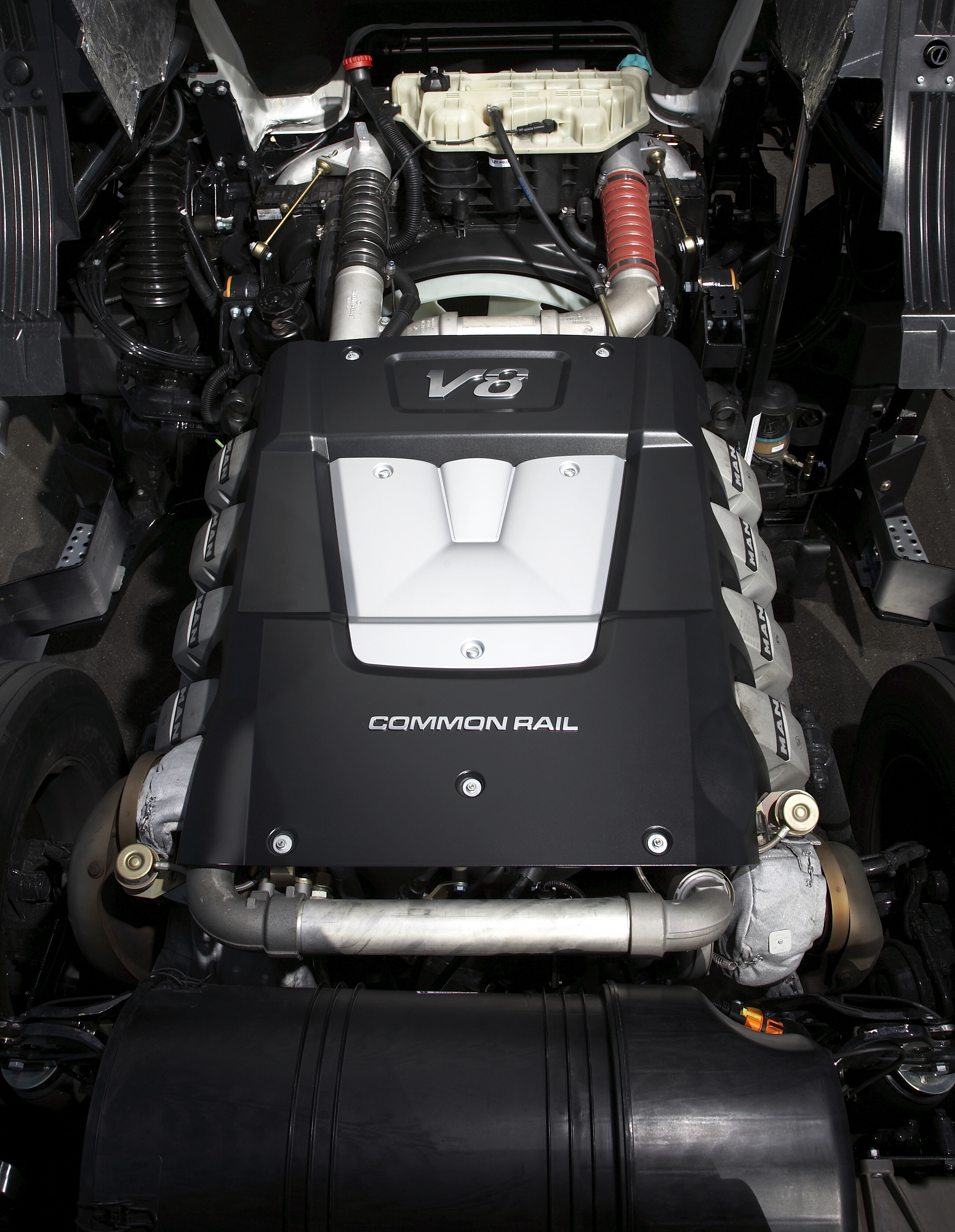
silnik ciągnika TGX 680 V8

Wyposażony jest w ośmiocylindrowy widlasty silnik Diesla model D2868 z wtryskiem bezpośrednim w systemie common rail o pojemności skokowej 16,2 litrów, maksymalnej mocy 500 kW (680 KM), dysponującym maksymalnym momentem obrotowym 3000 Nm. W samochodach tych montowana jest ręczna 16-biegowa skrzynia biegów ComfortShift z systemem pneumatycznego wspomagania zmiany biegów Servo-Shift, albo automatyczna skrzynia 12-biegowa TipMatic.
Kabina kierowcy jest bardzo obszerna (określana jako rozmiar XXL), wyposażona w skórzane siedzenia, z klimatyzacją, systemem audio Hi-Fi, systemem nawigacji GPS i dwoma komfortowymi miejscami do spania.
Pojazd seryjnie wyposażony jest m.in. w elektroniczny program stabilizacji toru jazdy (ESP), tempomat adaptacyjny (ang. Adaptive Cruise Control), system zapobiegający blokowaniu kół (ABS) i aktywny system stabilizacji przechyłów (Continuous Damping Control); układ wydechowy spełnia limity emisji określone w standardzie Euro 5.
Samochody serii MAN TGX, wraz z modelami MAN TGS, otrzymały tytuł Ciężarówki Roku 2008 (Truck of the Year 2008).